# Devi-Bhagavata Purana
Devi-Bhagavata Purana (sanskrt देवी भागवतपुराण, Devī Bhāgavatapurāṇa) hinduistički je tekst od 318 poglavlja, posvećen velikoj Božici — Devi. Tekst se smatra posebno svetim u šaktizmu (sekta hinduizma u kojoj je Šakti vrhovno biće). Drugi vrlo važan tekst u šaktizmu zove se Devi Mahatmya. Oba teksta slave žensko božanstvo kao esenciju svemira.
Naziv teksta znači „štovatelj/poklonik blažene Božice”. Riječi devi i deva označavaju nešto „nebesko” ili „božansko”. Tekst je pripisan mudracu Vyasi. Za razliku od teksta Devi Mahatmya, ovaj tekst ženama pripisuje i negativne osobine. Moguće je da su u tekstu spomenuti i muslimani, kao barbari – Mlecchas.

## Poveznice
- Devi Sukta